# Labori Gilelewitsch Kalmanson
G. Lelewitsch (russisch Г. Лелевич; eigentlich: Лабори Гилелевич Калмансо́н, Labori Gilelewitsch Kalmanson; * 1901 in Mahiljou; † 10. Dezember 1937) war ein sowjetischer Schriftsteller und Literaturkritiker.
Lelewitsch wurde 1917 Mitglied der Bolschewiki. Er gehört der Schriftstellervereinigung „Oktjabr“ und der Redaktion von „Na postu“ an. Er war Gründungsmitglied der WAPP, wurde jedoch 1926 ausgeschlossen. Als Linksoppositioneller wurde er im Januar 1935 verhaftet und 1937 erschossen.

## Werke
- Die Konstituante von Samara : ein Beitrag zur "Humanität" und "Demokratie" der Partei der Sozialrevolutionäre, Hamburg 1922. Verlag Carl Hoym Nachf.